# Henri Joseph Dillens
Pour les articles homonymes, voir Dillens.
Henri Joseph Dillens, né à Gand, le 20 décembre 1812 et mort à Ixelles le 3 décembre 1872, est un peintre et un graveur belge connu pour ses scènes de genre et ses peintures d'histoire.
Au Salon de Bruxelles de 1845, il obtient une médaille de vermeil. Il forme plusieurs élèves. Ses œuvres sont notamment conservées au Musée des Beaux-Arts de Gand, au Victoria and Albert Museum et au Musée de l'Ermitage à Saint-Pétersbourg.

## Biographie

### Famille
Henri Joseph Dillens, né rue Courte de la Vallée à Gand le 20 décembre 1812, est le fils de François Laurent Dillens (1770), perruquier, et de Jeanne Colette Vankerckhove. 
Le 17 janvier 1844, Henri Dillens épouse à Gand Marie Catherine De Rudder (1815-1866), native de Wetteren. Ils sont les parents de huit enfants, dont le peintre Albert Dillens (1844-1915), l'architecte Frédéric Dillens (1846-1891), ainsi que deux sculpteurs : Julien Dillens (1849-1904) et Gustave Dillens (1852). Le couple a également une fille Marie Louise (1851) qui épouse le poète Theophiel Coopman.

### Formation
Étudiant à l'Académie de Gand, il se forme ensuite à Rome, durant un an et demi, de 1828 à 1830, auprès de Jean Baptiste Louis Maes Canini (1794-1856).

### Carrière

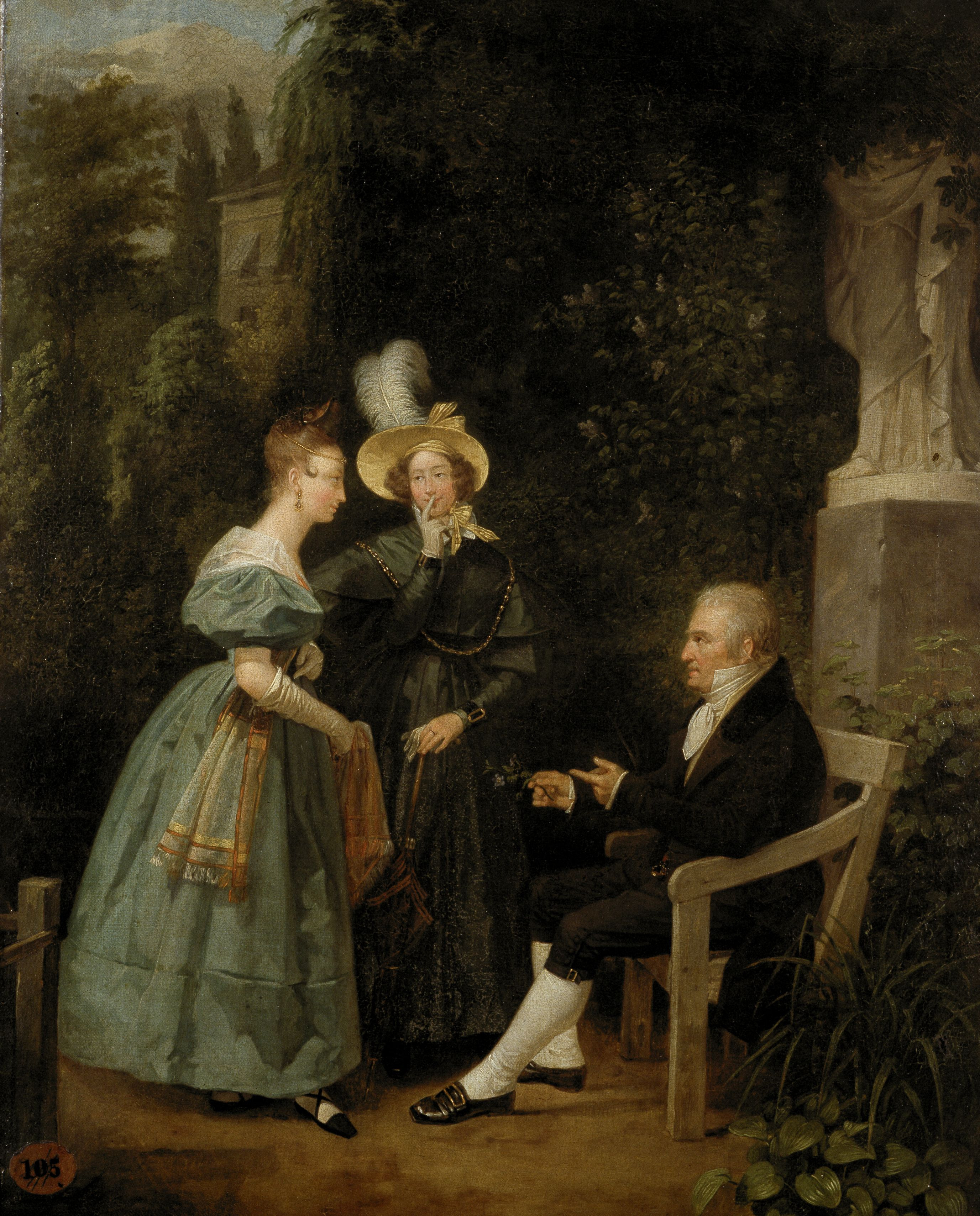
La leçon de morale, premier prix du concours de scène de genre, exposée en 1832 au Salon de Gand.

En 1828, pour la première fois, Henri Dillens, alors qu'il n'a pas encore seize ans, expose à la Société des Beaux-Arts de Gand, Les Cérémonies du baptême chez les Russes, puis, au Salon de Gand de 1829, année où il effectue un séjour de deux semaines aux Pays-Bas. La Leçon de morale, exposée de manière anonyme au Salon de Gand de 1832, lui permet de remporter le premier prix du concours de peinture de genre de l'Académie royale des beaux-arts de Gand. 
Il participe à plus de trente salons triennaux belges, de même qu'à quatre salons en France, deux Expositions des maîtres vivants aux Pays-Bas, et à l'Exposition universelle de 1867 à Paris.
Henri Dillens obtient, grâce à Charles-Quint et le porcher, une scène de genre à caractère historique teintée d'humour, une médaille de vermeil au Salon de Bruxelles de 1845. Il expose au Salon de Paris de 1836 : Fête de village en Belgique.
Quittant peu son atelier, Henri Dillens forme plusieurs élèves, dont son frère Adolphe-Alexandre Dillens, Firmin Baudouin Bouvy, Louis De Taeye, Jeanne Élisabeth Grover et Jules Montigny. Établi à Anvers de 1843 à 1854, il s'installe ensuite à Schaerbeek, puis, en 1867, à Ixelles.
Veuf depuis 1866, Henri Joseph Dillens meurt, à l'âge de 59 ans, rue de l'Arbre bénit no 77 à Ixelles le 3 décembre 1872.

## Œuvre

### Galerie

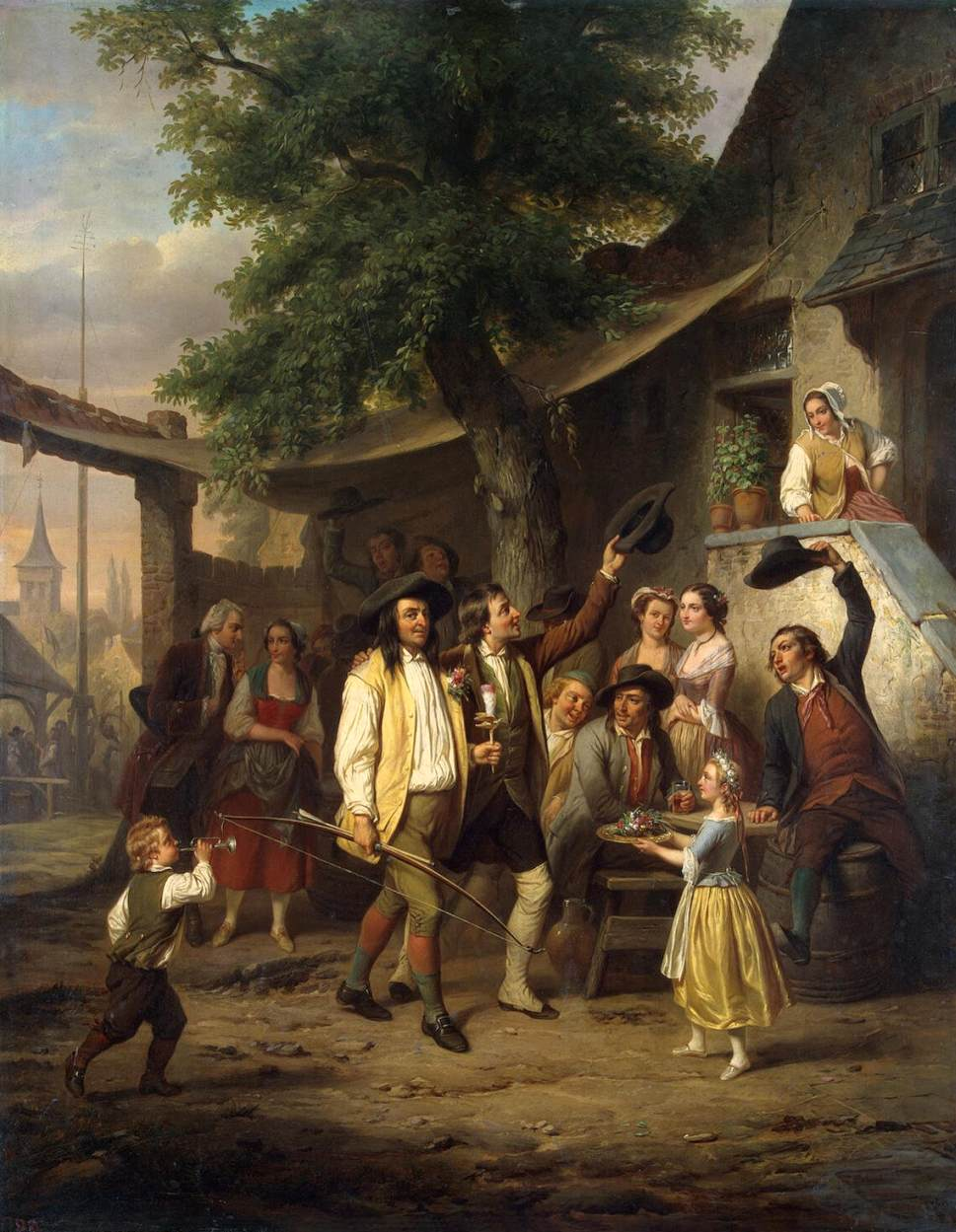
L'Archer vainqueur (1851), Musée de l'Ermitage.
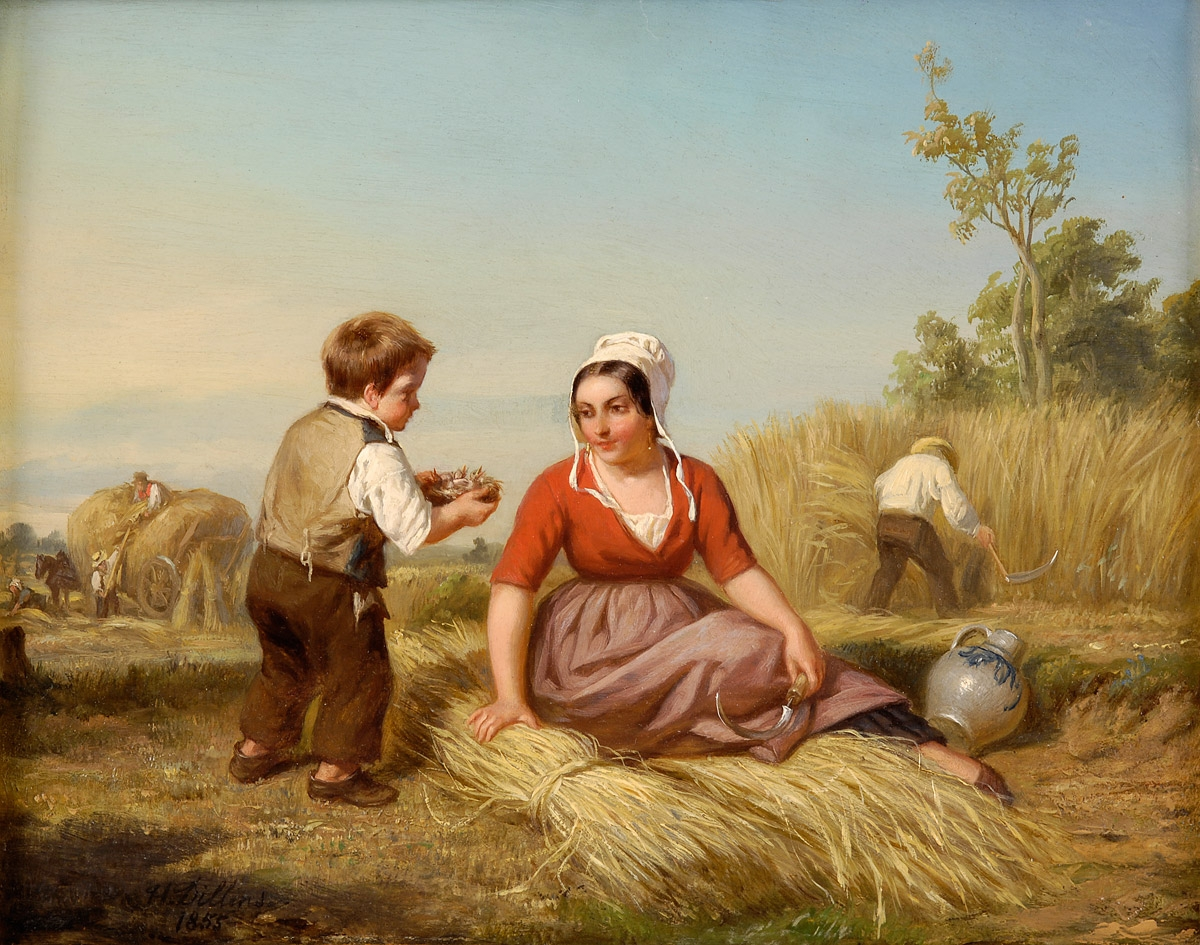
Le Nid d'oiseau (1855).
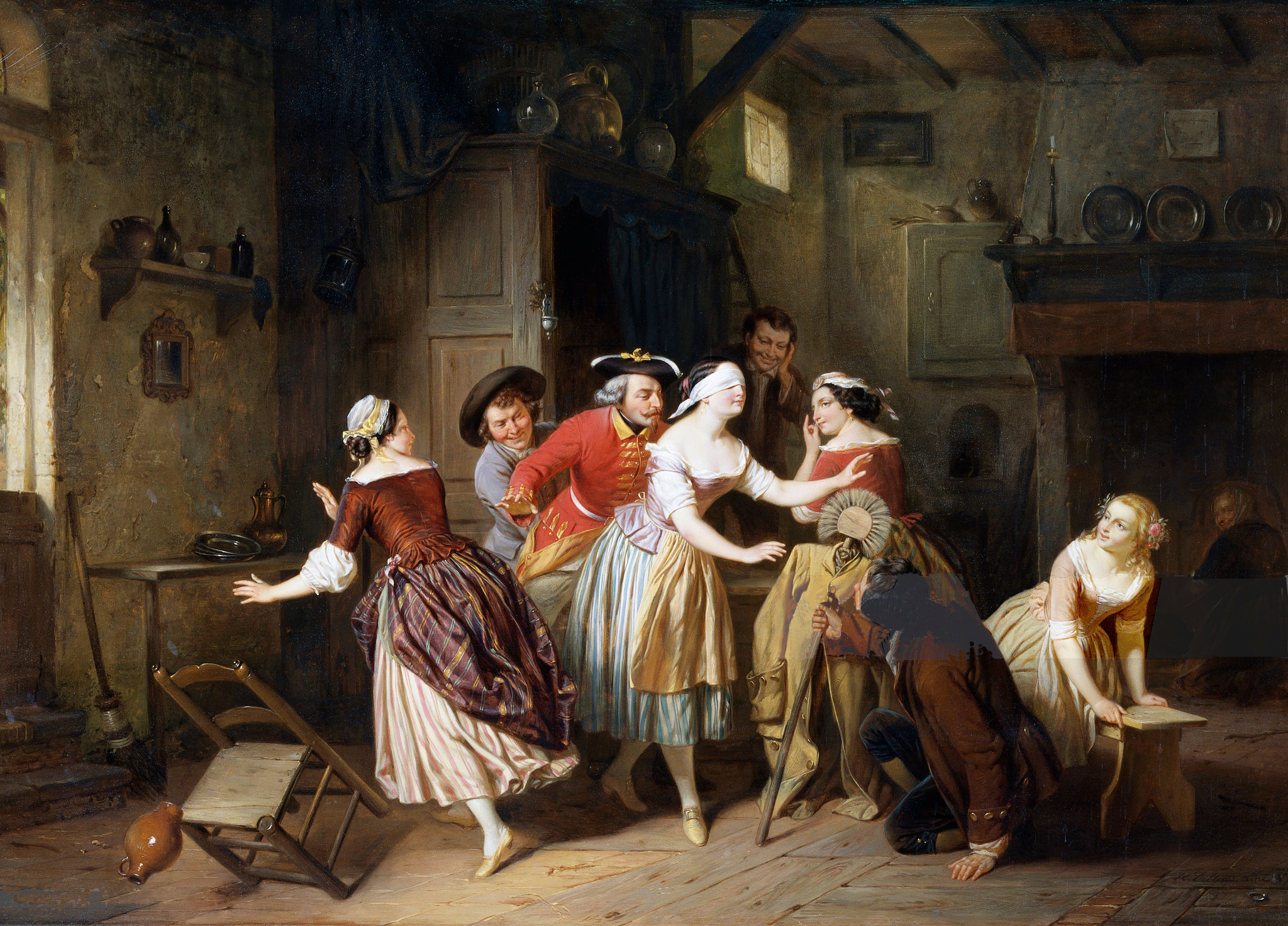
La Duperie de l'homme aveugle.
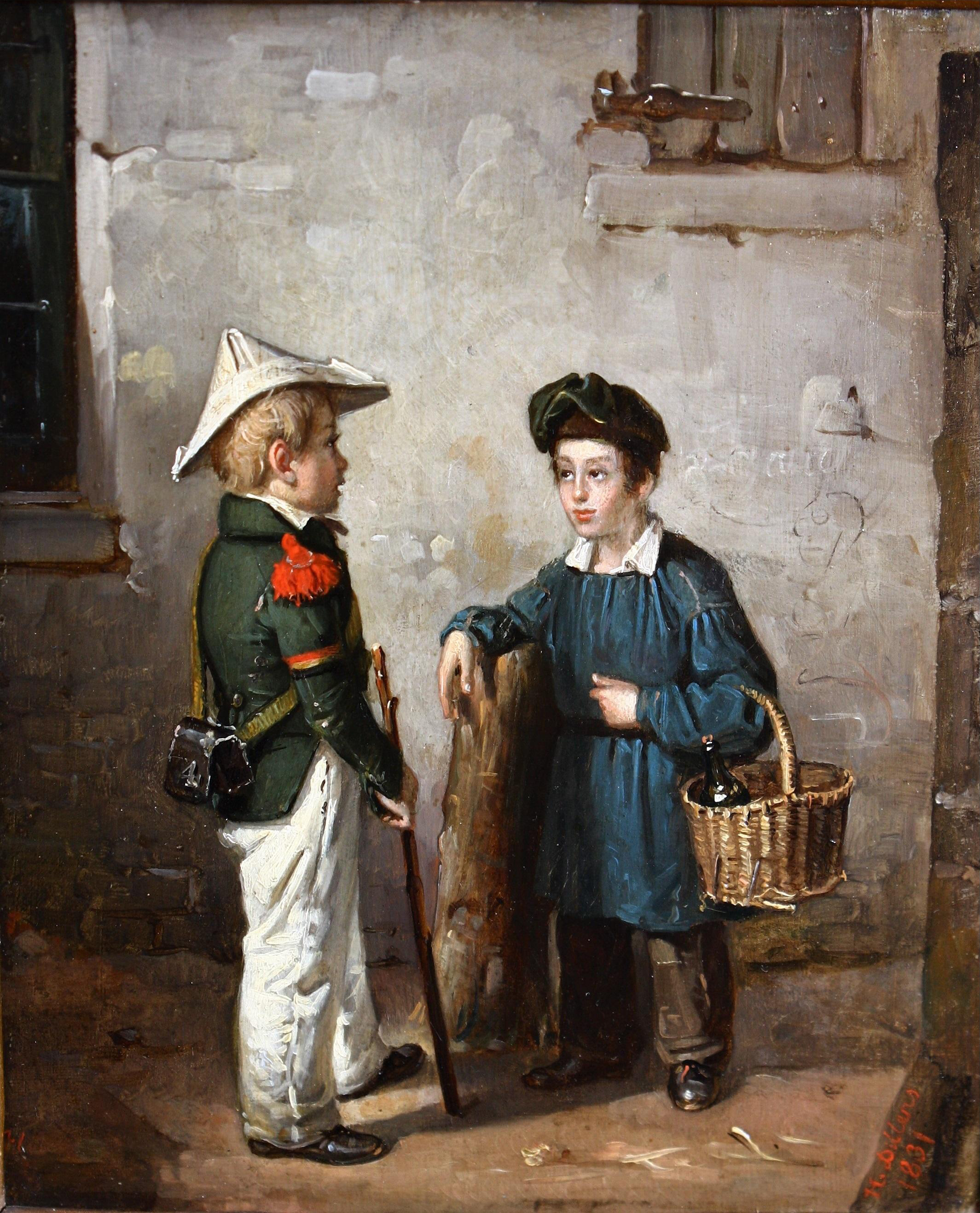
Le Petit lieutenant et le vendeur de poisson.
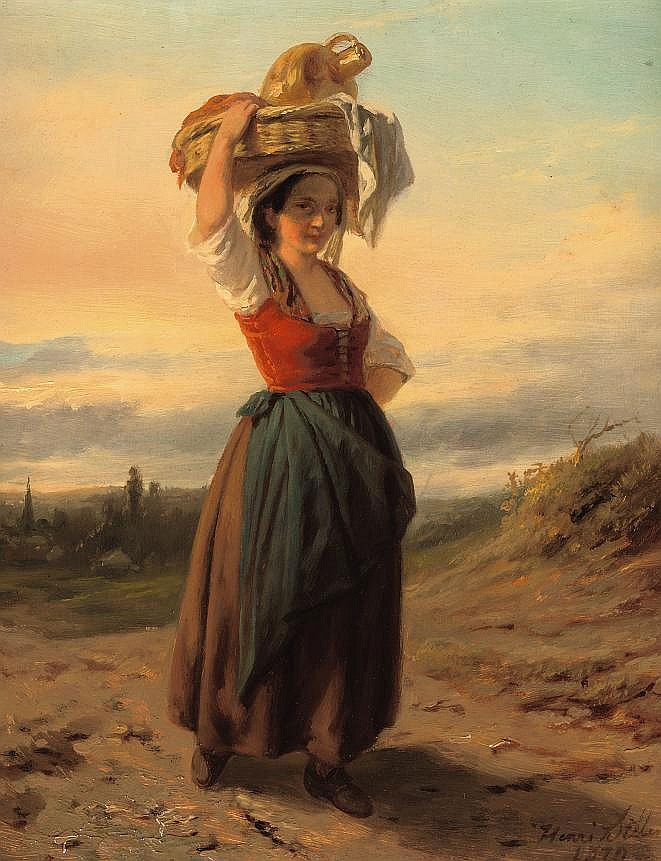
Beauté italienne dans un paysage ensoleillé.

### Caractéristiques
Son champ pictural couvre essentiellement les scènes de genre et les peintures d'histoire. Il représente souvent Charles-Quint et Henri IV. Graveur, il réalise également des eaux-fortes et des lithographies.
Au Salon de Bruxelles de 1845, où Henri Dillens expose Charles-Quint et le porcher, le critique Victor Joly écrit dans sa critique,  : « Le trait est très plaisant, le tableau est très spirituellement fait, surtout les deux têtes principales, celles de Charles-Quint et du porcher. Les chevaux sont bien dessinés, mais ce qu'il y a de mieux dans cette toile, c'est un chien qui court devant les chevaux et qui est si vrai, si bien peint et d'un si beau mouvement, qu'on croirait qu'il va sortir de la toile ».
En 1866, Henri Dillens exécute Notre-Dame des sept douleurs, tableau destiné à l'Institut des sourds-muets et aveugles de Bruxelles, de même que deux tableaux représentant Le Christ et La Sainte-Vierge, destinés à la chapelle de Sterrebeek.

### Expositions

#### Belgique

##### 1828 - 1849
- Exposition de la Société des Beaux-Arts de Gand de 1828 : Les Cérémonies du baptême chez les Russes[3].
- Salon de Gand (XIV) de 1829 : Une verdurière et Un hiver[10].
- Salon de Bruxelles de 1830 : Un intérieur de cabaret[11].
- Exposition de la Société des Beaux-Arts de Gand de 1832 : Une scène de voltigeurs[3].
- Salon de Gand (XV) de 1832 : La Leçon de morale et Portrait de M***[12].
- Salon de Bruxelles de 1833 : Une kermesse aux environs de Gand[13].
- Exposition de la Société des Amis des Beaux-Arts de Gand en novembre 1833 : La Mésaventure[3].
- Exposition de la Société des Amis des Beaux-Arts de Gand en mai 1834 : Laure et Pétrarque[3].
- Exposition de la Société des Amis des Beaux-Arts de Gand en novembre 1834 : Charles-Quint et son ange jouant aux échecs[3].
- Salon de Gand (XVI) de 1835 : Entrée triomphale de Philippe-Auguste dans la ville de Paris, après la bataille de Bouvines (esquisse) et deux portraits[14].
- Salon de Bruxelles de 1836 : Scène de carnaval à Gand[15].
- Salon d'Anvers de 1837 : Scène de cabaret[16].
- Salon de Gand (XVII) de 1838 : Un épisode de la vie de Charles-Quint et deux portraits[17].
- Salon de Bruxelles de 1839 : La Lecture[18].
- Salon de Gand (XVIII) de 1841 : La Lecture[19].
- Salon de Bruxelles de 1842 : Le Bouquet à la maman[20].
- Salon de Gand (XIX) de 1844 : Trait de Charles-Quint et Charles-Quint et le bûcheron[21].
- Salon de Bruxelles de 1845 : Charles-Quint et le porcher (médaille de vermeil)[22].
- Salon d'Anvers de 1846 : Charles-Quint à Anvers[23].
- Salon de Gand (XX) de 1847 : Une espièglerie de jeunes femmes et Des gueux dans une ferme ruinée[24].
- Salon de Bruxelles de 1848 : Henri IV et l'ambassadeur d'Espagne[25].
- Salon d'Anvers de 1849 : Le Pêcheur et la meunière[26].

##### 1850 - 1875
- Salon de Gand (XXI) de 1850 : Baigneuses[27].
- Salon d'Anvers de 1852 : Tir à l'oiseau royal ; le vainqueur est ramené aux acclamations de ses amis[28]. Conservé sous le titre de L'Archer vainqueur au Musée de l'Ermitage à Saint-Pétersbourg[29].
- Salon de Bruxelles de 1854 : Les nouveaux mariés visitant leurs fermiers[30].
- Salon de Bruxelles de 1857 : Les Marionnettes[31].
- Salon d'Anvers de 1858 : Une kermesse aux environs de Bruxelles[32].
- Salon de Gand (XXIV) de 1859 : Le Nid d'oiseaux[33].
- Salon d'Anvers de 1861 : Le Colin-maillard[34].
- Salon de Gand (XXV) de 1862 : Plaisir et frayeur[35].
- Salon de Bruxelles de 1863 : Le Retour à la ville[36].
- Salon de Bruxelles de 1866 : La Veille de Saint-Nicolas en Flandre[9].
- Salon d'Anvers de 1867 : Pour ne pas retourner bredouille[37].
- Salon d'Anvers de 1870 : Chez le père Cassandre[38].
- Salon de Gand (XXVIII) de 1871 : Le Pifferaro et Une sangsue au tonneau[39].
- Salon de Gand de 1874 (XXIX, posthume) : Chasse privée et Départ pour la kermesse[40].
- Salon de Bruxelles de 1875 (posthume) : Le Pifferaro et Chasse privée[41].

#### France
- Salon de Douai de 1831 : Une embuscade belge et Les Petits voleurs de fruits[42].
- Salon de Douai de 1833 : Le duc de Chevreuse et Marie de Rohan Monbazon[42].
- Salon de Valenciennes de 1835 : Un boulanger sonnant les petits pains chauds[42].
- Salon de Paris de 1836 : Fête de village en Belgique[6].

#### Pays-Bas
- Exposition des maîtres vivants de La Haye en 1845 : Henri IV et l'ambassadeur d'Angleterre[7].
- Exposition des maîtres vivants d'Amsterdam en 1871 : Chasse privée[7].

### Collections muséales
Des œuvres d'Henri Dillens sont conservées dans les lieux suivants :
- Musée des Beaux-Arts de Gand : six toiles, dont La Leçon de morale et un dessin au crayon[4].
- Victoria and Albert Museum : 
  - Garde-chasse et femme à la porte d'un cottage (1858), huile sur toile, format 40,6 × 33,6 cm[43].
- Musée de l'Ermitage à Saint-Pétersbourg[29] : 
  - L'Archer vainqueur (1851), huile sur panneau, format 95 × 75 cm, inventaire no 7532, acquis en 1931, en provenance de l'Institut supérieur des arts et techniques.
  - Scène dans une taverne (1852), huile sur panneau, format 65,5 × 91 cm, inventaire no 10299.

## Hommage
La rue Dillens à Ixelles, créée en 1877, rend hommage aux frères Henri et Adolphe Dillens, de même qu'à Julien Dillens.